# Poecilopora
Poecilopora is een mosdiertjesgeslacht uit de familie van de Lekythoporidae en de orde Cheilostomatida. De wetenschappelijke naam ervan is in 1886 voor het eerst geldig gepubliceerd door MacGillivray.

## Soorten
- Poecilopora anomala MacGillivray, 1886
- Poecilopora cribritheca (Harmer, 1957)